# (285263) 1998 QE2
(285263) 1998 QE2 とは、アモール群に属する、潜在的に危険な小惑星に分類される地球近傍小惑星の1つ。衛星 S/2013 (285263) 1 を持つ。

## 概要
1998 QE2 は、1998年8月19日にリンカーン地球近傍小惑星探査によって発見された。絶対等級17.073の小惑星であり、推定される直径は2.75kmである。これは地球に接近する小惑星の中では大型の部類である。アルベドは0.06と暗く、表面が黒っぽい物質で覆われていると考えられている。その事から、かつてこの小惑星は彗星であった可能性もあるが、不明である。自転周期は4時間である。また、後述する衛星の軌道の性質から、質量は117億トン、完全な球体と仮定した場合の平均密度は1.07 g/cm3である。

## 軌道の性質
1998 QE2 は、近日点距離が水星軌道と金星軌道の中間付近、遠日点距離は火星軌道を超えて小惑星帯に位置する楕円軌道を3.77年周期で公転している。地球の公転軌道との最小距離 (EMoid) は0.035AUである。これは直径と併せ、潜在的に危険な小惑星に分類される要件を満たしている。また、軌道が詳細に分かっており、2011年9月12日に小惑星番号285263番を与えられている。

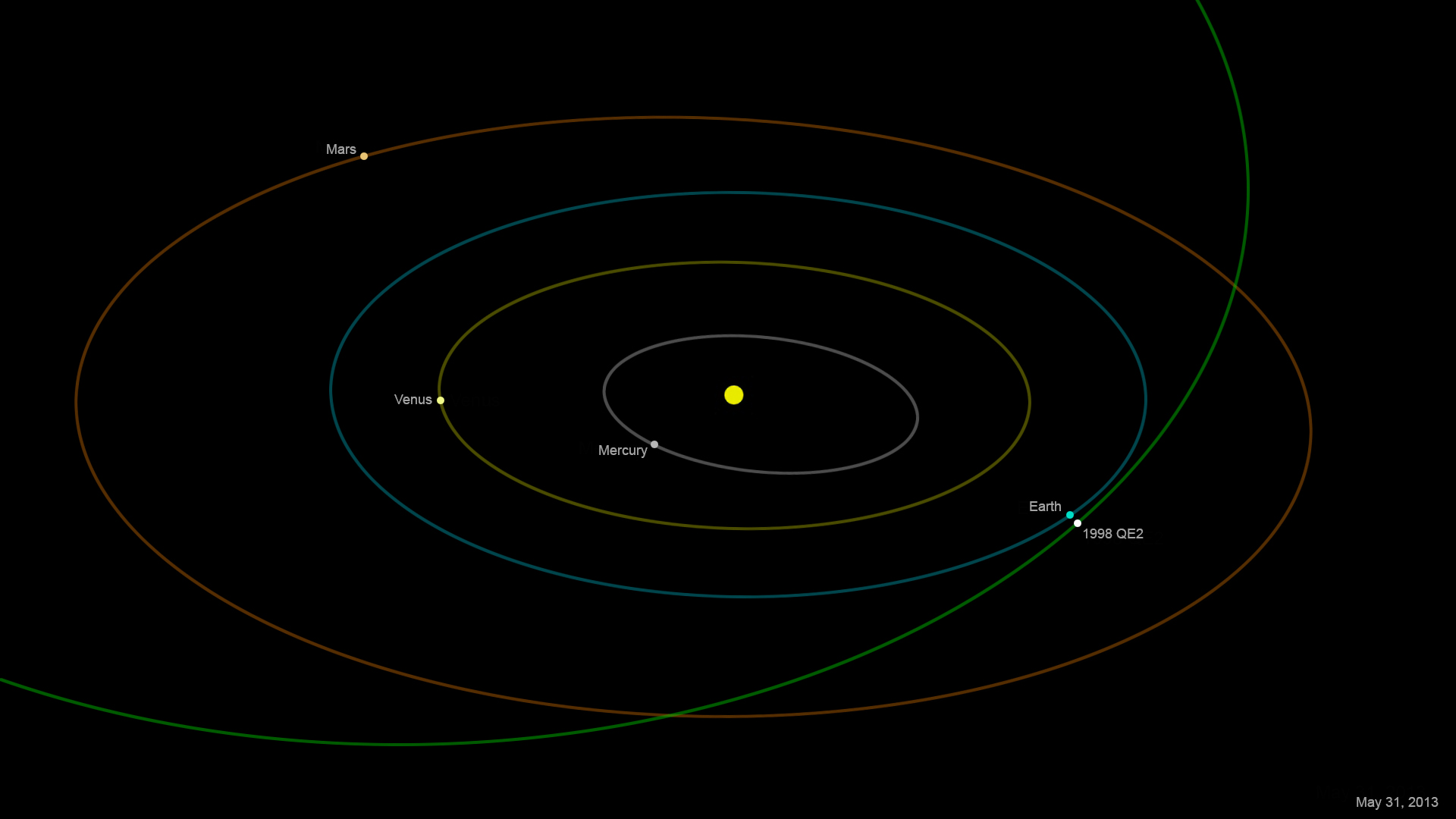
の軌道と2013年5月31日における位置。

発見より後の時期で接近した、協定世界時2013年5月31日20時59分の地球への接近は、1900年から2200年の間で最も地球に接近したものである。最小距離は約586万km (0.0392AU) である。このときの見かけの等級は約11であった。

## 衛星
2013年5月31日の地球への接近を機会に5月29日、ゴールドストーン深宇宙通信施設が 1998 QE2 の電波領域での観測を行った。その結果、1998 QE2 のある程度の形状が判明したほか、1998 QE2 のすぐ近傍に新たな天体が見つかった。約600mの直径を有すると推定されるその天体は、その距離から 1998 QE2 の衛星であると推定された。衛星の仮符号を用いると、名称は S/2013 (285263) 1 となる。
なお、電波領域での画像では、S/2013 (285263) 1 は 1998 QE2 よりも明るく写っているが、これは S/2013 (285263) 1 のアルベドが 1998 QE2 と比較して高い事を示しているのではなく、S/2013 (285263) 1 の公転周期が 1998 QE2 の自転周期と比べて早く移動しているため、ドップラー効果で電波強度が強くなっているからである。観測データを分析した結果、1998 QE2 から6.4km離れた位置を32時間かけて公転していると推定されている。